# Α-hederina
La α-hederina (Alfa-hederina) es una saponina triterpenoide pentacíclica hidrosoluble descubierta en las semillas de la ranunculacea Nigella sativa.

## Propiedades anticancerosas
La α-hederina y también su derivado, la kalopanaxsaponina-I, han sido estudiadas para evaluar sus propiedades anticancerosas. La α-hederina ha sido capaz de potenciar la citotoxicidad de un agente quimioterapéutico establecido: el 5-fluorouracilo; en un modelo animal de cáncer de colon.
Esta saponina protege los linfocitos cultivados in vitro contra la mutación causada por la doxorrubicina, así como inhibe el crecimiento de células de melanoma B16 de ratón y fibroblastos 3T3 no cancerosos de ratón cultivados in vitro. También modifica el contenido celular y la membrana celular de Candida albicans después de 24 horas de exposición.